# Liga Nordeste de Handebol Masculino de 2012
A Liga Nordeste de Handebol Masculino de 2012 é mais uma edição do principal torneio entre clubes nordestinos de handebol. A Liga terá início no dia 6 de setembro, e será finalizada no dia 16 de dezembro.
O campeão da Liga Nordeste de 2012 garante uma vaga no Copa Brasil de 2013.

## Regulamento
A Liga será disputada em três etapas:
- Na primeira, haverá um cruzamento, onde as equipes da chave A enfrentarão cada equipe da chave B, e vice-versa.
- Na segunda, ocorrerão os confrontos entre equipes da mesma chave. Serão classificadas à fase final as quatro equipes que obtiveram mais pontos somando as duas etapas.
- A última etapa será disputada em mata-mata, onde o 1º colocado geral enfrentará o 4º, e o 2º enfrentará o 3º. Os vencedores disputarão o título, e os derrotados disputarão os 3º e 4º lugares.

Caso alguma equipe perca um jogo por WO, ela será imediatamente eliminada da competição, e será impossibilitada de participar da Liga Nordeste de Handebol Masculino de 2013.

## Participantes
| Equipe      | Estado | Em 2011 | Títulos              |
| ----------- | ------ | ------- | -------------------- |
| CECEPA      | AL     | 4º      | -                    |
| CESMAC      | AL     | -       | 1 (2006)             |
| CEUFRN/NHT  | RN     | 5º      | -                    |
| Fortaleza   | CE     | 1º      | 2 (2010, 2011)       |
| Grêmio Cief | PB     | 6º      | -                    |
| HCP         | PB     | 2º      | -                    |
| Morada Nova | CE     | 3º      | 3 (2005, 2008, 2009) |

## Primeira Etapa
A primeira etapa foi sediada em Maceió, Alagoas, no Ginásio Tenente Madalena.

### Resultados
| CESMAC      | (16) 32 - 32 (18) | HCP       | 27 de setembro | 17:00 |
| Morada Nova | (13) 22 - 19 (07) | Cecepa    | 27 de setembro | 18:30 |
| Grêmio Cief | (17) 26 - 28 (11) | Fortaleza | 27 de setembro | 20:00 |

| Morada Nova | (15) 32 - 26 (12) | HCP       | 28 de setembro | 17:00 |
| Grêmio Cief | (10) 26 - 26 (12) | CEUFRN    | 28 de setembro | 18:30 |
| CESMAC      | (11) 26 - 29 (09) | Fortaleza | 28 de setembro | 20:00 |

| Morada Nova | (18) 36 - 30 (12) | Fortaleza | 29 de setembro | 14:00 |
| CESMAC      | (17) 42 - 31 (14) | CEUFRN    | 29 de setembro | 15:30 |
| Grêmio Cief | (14) 22 - 24 (13) | Cecepa    | 29 de setembro | 17:00 |

| Morada Nova | (17) 28 - 28 (09) | CEUFRN | 30 de setembro | 09:00 |
| Grêmio Cief | (15) 22 - 26 (14) | HCP    | 30 de setembro | 10:30 |
| CESMAC      | (09) 25 - 29 (18) | Cecepa | 30 de setembro | 12:00 |

## Segunda Etapa
A segunda etapa foi sediada em Maceió, Alagoas, no Ginásio Tenente Madalena.

### Resultados
| CESMAC    | (20) 32 - 27 (13) | Grêmio Cief | 2 de novembro | 10:00 |
| Fortaleza | (25) 46 - 30 (14) | HCP         | 2 de novembro | 11:30 |
| Cecepa    | (16) 28 - 25 (10) | CEUFRN      | 2 de novembro | 13:00 |

| Cecepa      | (11) 27 - 34 (17) | Fortaleza   | 3 de novembro | 09:30 |
| Grêmio Cief | (11) 29 - 39 (22) | Morada Nova | 3 de novembro | 11:00 |
| CEUFRN      | (09) 25 - 38 (16) | HCP         | 3 de novembro | 12:30 |

| Cecepa    | (15) 23 - 26 (13) | HCP         | 4 de setembro | 08:00 |
| CESMAC    | (15) 35 - 33 (20) | Morada Nova | 4 de setembro | 11:00 |
| Fortaleza | (18) 37 - 28 (12) | CEUFRN      | 4 de setembro | 12:30 |

## Terceira Etapa
A terceira etapa tem como sede a o Ginásio de Esportes Doutor Jorge Luís Chagas Maia, em Morada Nova, Ceará.

### Fase Final
|  | Semifinais             | Semifinais             |    |                        | Final                  | Final |  |
|  |                        |                        |    |                        |                        |       |  |
|  | 15 de dezembro de 2012 |                        |    |                        |                        |       |  |
|  | Fortaleza              | 34                     |    |                        |                        |       |  |
|  | HCP                    | 32                     |    |                        |                        |       |  |
|  |                        |                        |    |                        |                        |       |  |
|  |                        |                        |    |                        | 16 de dezembro de 2012 |       |  |
|  |                        |                        |    |                        | Fortaleza              | 29    |  |
|  |                        | Morada Nova            | 31 |                        |                        |       |  |
|  |                        |                        |    |                        |                        |       |  |
|  |                        |                        |    |                        |                        |       |  |
|  |                        |                        |    |                        | Terceiro lugar         |       |  |
|  | 15 de dezembro de 2012 | 15 de dezembro de 2012 |    | 16 de dezembro de 2012 | 16 de dezembro de 2012 |       |  |
|  | Morada Nova            | 37                     |    | HCP                    | 33                     |       |  |
|  | CESMAC                 | 25                     |    |                        | CESMAC                 | 37    |  |

## Grupos
- Grupo A
  - Morada Nova
  - CESMAC
  - Grêmio Cief

- Grupo B
  - CEUFRN/NHT
  - Fortaleza
  - HCP
  - CECEPA